# 탄중로
탄중로(Tanjung-ro)는 경기도 고양시 일산서구 대화동 대화교삼거리 에서 고양시 일산동구 중산동 중산10단지사거리 를 잇는 도로이다.

## 주요 경유지
경기도
- 고양시 일산서구 (대화동. 덕이동 . 탄현동 . 일산동) - 일산동구 (중산동)

## 노선
| 이름                      | 접속 노선                          | 소재지 | 소재지   | 소재지 | 비고 |
| ------------------------- | ---------------------------------- | ------ | -------- | ------ | ---- |
| 대화교삼거리              | 국가지원지방도 제98호선 (고양대로) | 고양시 | 일산서구 | 대화동 |      |
| 대화교                    |                                    | 고양시 | 일산서구 | 대화동 |      |
| 덕이동행정복지센터 사거리 | 지방도 제356호선 (덕이로)          | 고양시 | 일산서구 | 덕이동 |      |
| 태극산사거리              | 지방도 제359호선 (경의로)          | 고양시 | 일산서구 | 덕이동 |      |
| 탄현지하차도              |                                    | 고양시 | 일산서구 | 탄현동 |      |
| 탄현마을입구사거리        | 일현로                             | 고양시 | 일산서구 | 탄현동 |      |
| 탄현16단지사거리          | 현중로                             | 고양시 | 일산서구 | 탄현동 |      |
| 현산초교사거리            | 탄현로                             | 고양시 | 일산서구 | 탄현동 |      |
| 중산2단지사거리           | 국가지원지방도 제98호선 (고불로)   | 고양시 | 일산서구 | 일산동 |      |
| 중산마을사거리            | 중산로                             | 고양시 | 일산동구 | 중산동 |      |
| 중산초중교삼거리          |                                    | 고양시 | 일산동구 | 중산동 |      |
| 중산8단지사거리           | 중산로                             | 고양시 | 일산동구 | 중산동 |      |
| 중산10단지사거리          | 국가지원지방도 제98호선 (고불로)   | 고양시 | 일산서구 | 일산동 |      |

## 주요 건물 및 시설
- 스타벅스 일산덕이DT점 (탄중로 106/덕이동 469-1)
- 현대자동차 블루핸즈 덕이현대서비스 (탄중로 125/덕이동 262-22)
- SK에너지 대화에너지 (탄중로 251/탄현동 43-7)
- GS칼텍스 탄현기린주유소 (탄중로 263/탄현동 151-1)
- 한뫼도서관 (탄중로 284/일산동 1558)
- 맘스터치 중산마을점 (탄중로 324/중산동 1570)
- GS25 중산누리점 (탄중로 346/중산동 1573)
- 중산중학교 (탄중로 361/중산동 1575-2)
- 중산초등학교 (탄중로 373/중산동 1575-3)
- CU 중산현대점 (탄중로 383/중산동 1575-4)